# Nowe Miasto (Zduńska Wola)
Nowe Miasto – część miasta i osiedle miasta Zduńska Wola.
Nowe Miasto to była wieś, włączona w administracyjne granice Zduńskiej Woli 1 stycznia 1975 roku, wraz ze Swędzieniejowicami.
Obecnie tereny te objęte zostały planem zagospodarowania przestrzennego i stanowią największe w mieście osiedle przeznaczone do indywidualnej zabudowy mieszkaniowej. Miejsce atrakcyjne z uwagi na zaciszne położenie i ogrom terenów zielonych, od strony południowej i zachodniej otoczone Lasem Paprockim. Główne ulice to Świerkowa, Jodłowa, Borowa oraz Grabowa.